# Ochotona iliensis
Ochotona iliensis és una espècie de pica de la família dels ocotònids que viu a la Xina.